# ホイフェスタ
ホイフェスタは沖縄県発のロックバンド。レコード会社はソニー・ミュージックレコーズ。所属事務所はスパイスミュージック。2005年8月10日、｢バリバリHOT｣でメジャー・デビュー。2012年9月4日、公式サイトで活動休止を宣言した。

## メンバー
- あち（Vo）
  - 沖縄県出身 8月7日生まれ O型 獅子座。
- コーへー（G）
  - 沖縄県出身 11月11日生まれ B型 蠍座。
- ハム（Dr）
  - 沖縄県出身 8月15日生まれ B型 獅子座。
- マーシー（Key：リーダー）
  - 兵庫県出身 12月4日 A型 射手座。
- おいちゃん（B） 
  - 静岡県出身 7月14日 A型 蟹座。

## 元メンバー
- みなみ（B）
  - 沖縄県出身 3月4日生まれ A型 魚座。

## 来歴
2003年
ホイフェスタ結成。
2004年
6月23日 スパイス･レコーズよりミニ・アルバム「Hoi Festa」沖縄限定リリース。
2005年
7月2日 沖縄最大のロックイベント「Peaceful Love Rock Festival」初出場。
8月10日 ソニー・ミュージックレコーズよりメジャー・デビュー・シングル「バリバリHOT」リリース。
11月9日 2ndシングル「明日花」リリース。
2006年
3月4日-31日　対バンツアー「平成十八年・春場所」を開催。
3月8日 プリンセス プリンセスのカバー・アルバム『14プリンセス 〜PRINCESS PRINCESS CHILDREN〜』に「OH YEAH!」で参加。
4月19日 3rdシングル「JET」リリース。
7月26日 4thシングル「僕モノガタリ」リリース。
7月-8月 「LIVEサーキットin九州」と題して九州各地で初のフリーライブ開催。アコースティックVer・バンドVerの2パターンで九州各地を廻った。
11月-12月 秋ツアーを全国18ヶ所で開催。
12月20日 映画『DEATH NOTE』のトリビュート・アルバム『The songs for DEATH NOTE the movie 〜the Last name TRIBUTE〜』に「ジニア」で参加。
2007年
2月14日  5thシングル「ジグTHEアッパー」リリース。
4月18日 メジャー1stアルバム『HOI BUSTERS』をリリース。
5月 レコ発ツアーを全国で開催。26日 Shibuya eggmanにてワンマンライブ。
8月16日 ZUSHI MARINA LIVE FESTIVAL ‘07マツリ～ナ2007 ～Sony Music Records Festival～に出演。
12月12日 恵比寿リキッドルームで行われたORANGE RANGE・NAOTOのソロプロジェクトdelofamiliaのライブにこーへーがGで参加。
12月31日 沖縄にてカウントダウンイベント「大忘新年会」出演。
2008年
2月6日 6thシングル「ユビキリゲンマン」リリース。
4月12日 琉球海炎祭2008出演。
7月12日 沖縄宜野湾海浜公園にて「テレビズナイト2008」出演。
8月15日 「TREASURE052」Zepp Nagoyaに出演。17日 Shibuya eggmanにてワンマンライブ「夏場所 東京1本勝負!」開催。チケット完売。
11月3日 大阪大学学園祭「まちかね祭」出演。
12月6日 大阪にてワンマンライブ OSM presents「HOIx3 ミュージックチャンプルー」開催。
12月10日 10ヶ月ぶりの新曲「桜月」を着うたにて配信開始。ORANGE RANGEのHIROKIを迎えた作品。
12月24日 原宿アストロホールにてワンマンライブ「ホイびとたちのクリスマス（イヴだけどね♥）」開催。
2009年
2月5日「adidas Originals by Originals Presents delofamilia concert at Opera City Concert Hall」に、こーへーがGで参加。
3月4日  7thシングル「桜月 feat.HIROKI from ORANGE RANGE」リリース。
4月22日  2年ぶりとなる2ndアルバム『NOW PRINTING』リリース。
5月9日-28日 全国ツアー「NOW PRINTING トゥアー」開催。
6月5日-11日 「delofamilia tour 09 “eddy”」に、こーへーがGで参加。
7月11日　「HOI FESTA presents NOW PRINTINGトゥアー番外編in沖縄」を以て、みなみ（B）脱退。
2012年
9月4日 公式サイトで活動休止を発表。

## ディスコグラフィー

### シングル
- メジャー

1. バリバリHOT（2005年8月10日）メジャー・デビュー・シングル。
2. 明日花（2005年11月9日）C/W：「明日花〜韋駄天翔Ver.〜」テレビ東京系アニメ「IDATEN翔」EDテーマ。
3. JET（2006年4月19日）　テレビ東京系「Disney Time」使用曲
4. 僕モノガタリ（2006年7月26日）
5. ジグTHEアッパー（2007年2月14日）テレビ東京系「出ましたっ!パワパフガールズZ」OPテーマ。初のCD+DVD。C/W「ジニア」は『The songs for DEATH NOTE the movie 〜the Last name TRIBUTE〜』からの収録。
6. ユビキリゲンマン（2008年2月6日）テレビ東京アニメ「デルトラクエスト」EDテーマ。
7. 桜月 feat HIROKI from ORANGE RANGE（2009年3月4日）

### アルバム
- インディーズ
  - Hoi Festa（2004年6月23日）
- メジャー
  - HOI BUSTERS（2007年4月18日）
  - NOW PRINTING（2009年4月22日）

### 参加作品
1. 14プリンセス 〜PRINCESS PRINCESS CHILDREN〜（2006年3月8日）｢OH YEAH!｣で参加
2. The songs for DEATH NOTE the movie 〜the Last name TRIBUTE〜（2006年12月20日）「ジニア」で参加

## レギュラー
雑誌　PATI PATI [パチドゥ宝]